# Léon Galvaing

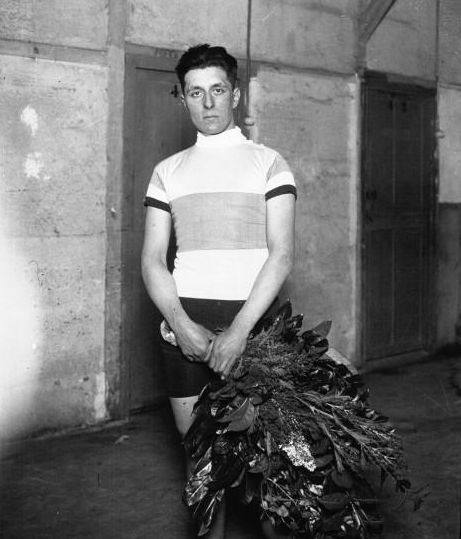
Léon Galvaing nach dem Sieg eines Sprinterrennens im Pariser Vélodrome d’Hiver

Léon Galvaing (* 31. Dezember 1902 in Suresnes; † 17. März 1963 in Saint-Cloud) war ein französischer Bahnradsportler.
1924 gewann Léon Galvaing das renommierte Sprintrennen Grand Prix Cyclo-Sport de Vitesse. 1925 wurde er bei den Bahnweltmeisterschaften in Mailand Vize-Weltmeister im Sprint der Amateure. 1927 errang er den nationalen Sprinttitel der Amateure.